# Nei Paulo Moretto
Nei Paulo Moretto (Caxias do Sul, 25 de maio de 1936 – Caxias do Sul, 6 de abril de 2023) foi um bispo católico, emérito de Diocese de Caxias do Sul.

## Biografia
Nasceu em Caxias do Sul no dia 25 de maio de 1936, filho de Isidoro Domingos Moretto e de Paulina Soldatelli, filho primogênito de uma família de 8 irmãos. Fez seus estudos primários na Escola Henrique Emílio Mayer. Em 1947 passou a estudar no Seminário Nossa Senhora Aparecida, em Caxias do Sul, onde permaneceu até 1953, e posteriormente licenciou-se em Filosofia e Teologia na Pontifícia Universidade Gregoriana. Em 2 de julho de 1961 recebeu sua ordenação presbiteral de Dom Faustino Tissot.
De volta a Caxias do Sul, desenvolveu sua atividade na Paróquia Sagrada Família e pouco depois foi indicado coadjutor na paróquia de São Francisco de Paula. Em 1963 foi assistente do Seminário Nossa Senhora Aparecida em Caxias do Sul e de 1964 a 1965 reitor do mesmo seminário. De 1966 a 1972 foi professor de Filosofia e Teologia no Seminário Maior em Viamão. Entre 1967 e 1968 foi assistente dos seminaristas maiores das Dioceses de Caxias do Sul e de Frederico Westphalen. Em 1969 foi vice-reitor e reitor do seminário de 1970 até sua nomeação episcopal em 1972. 
Em 16 de novembro de 1972 foi escolhido pelo papa Paulo VI como o primeiro bispo da Diocese de Cruz Alta, sendo consagrado por dom Umberto Mozzoni aos 28 de janeiro de 1973. Escolheu como lema Tudo é Graça. Em 21 de janeiro de 1976 foi transferido para a Diocese de Caxias do Sul como coadjutor com direito à sucessão, tomando posse em 19 de março de 1976. Em 26 de maio de 1983, durante a romaria de Nossa Senhora de Caravaggio, padroeira da Diocese de Caxias do Sul, sucedeu a dom Benedito Zorzi como o 3º Bispo Diocesano de Caxias do Sul, função que exerceria ao longo de 28 anos.
Foi vice-presidente do Conselho Diretor da Fundação Universidade de Caxias do Sul, presidente da CNBB Regional Sul III por duas gestões, e vice-presidente por uma gestão. Introduziu a causa de beatificação do padre João Schiavo, confirmada em 2017.
No dia 2 de julho de 2011 celebrou seus 50 anos de ordenação presbiterial, na Catedral Diocesana de Caxias do Sul, sua última missa solene como bispo diocesano. No dia 6 de julho de 2011 o papa Bento XVI aceitou o seu pedido de renúncia por limite de idade, e desde então é Bispo Emérito de Caxias do Sul. Recebeu o título de Cidadão Emérito de Caxias do Sul em 2011. Faleceu no dia 6 de abril de 2023, aos 86 anos de idade.

## Ordenações
Dom Nei Paulo Moretto presidiu uma ordenação episcopais presbiteriais.

### Consagrador Sacerdotal
- Irineu Roman, C.S.I. (1990)

### Consagrador episcopal
- Neri José Tondello (2009)

### Co-consagrador episcopal
- Urbano José Allgayer † (1974)
- Lúcio Ignácio Baumgaertner † (1983)
- Itamar Navildo Vian, O.F.M.Cap. (1984)
- Jaime Pedro Kohl, P.S.D.P. (2007)
- Celmo Lazzari, C.S.I. (2010)
- Adelar Baruffi (2015)
- Leomar Antônio Brustolin (2015)